# رودريغو سام
رودريغو سام (24 يوليو 1995 بماريليا في البرازيل - ) هو لاعب كرة قدم برازيلي في مركز الدفاع. لعب مع أتلتيكو براغانتينو ونادي كورينثيانز وماريليا أتلتيكو ‏ وEsporte Clube Tigres do Brasil ‏.

## وصلات خارجية
- رودريغو سام على موقع قاعدة بيانات كرة القدم.إي يو (الإنجليزية)
- رودريغو سام على موقع Soccerway.com (الإنجليزية)
- رودريغو سام على موقع AS.com (الإسبانية)